# Ботсвана
Респу́бліка Ботсва́на (англ. Republic of Botswana; сетсв. Lefatshe la Botswana) — держава в центрі південної Африки, яка не має виходу до моря. Площа — 581,73 тис. км² (46-те місце у світі), з них 2,5 % зайнято внутрішніми водами. Населення — 2,4 млн осіб (145-те місце у світі). Столиця — місто Габороне.
Етнічна група тсвана походить в основному від народів, що розмовляють мовою банту, які мігрували в південну Африку, включаючи сучасну Ботсвану, кількома хвилями до 600 року нашої ери. У 1885 році британці колонізували територію та оголосили протекторат під назвою Бечуаналенд. У рамках деколонізації Африки 30 вересня 1966 року Бечуаналенд став незалежною республікою Співдружності під своєю нинішньою назвою. Відтоді це парламентська республіка з постійним досвідом безперервних демократичних виборів, хоча Демократична партія Ботсвани була єдиною правляча партія від незалежності до 2024 року. Станом на 2024 рік Ботсвана є третьою найменш корумпованою країною в Африці згідно з Індексом сприйняття корупції, опублікованим Transparency International.

## Етимологія
Назва країни означає «Земля Тсвана», посилаючись на домінуючу етнічну групу в Ботсвані. Конституція Ботсвани визнає однорідну державу Тсвана. Демонім Ботсвана спочатку застосовувався до тсвани, а потім почав використовуватися як термін для всіх громадян Ботсвани.

## Географія
Держава знаходиться на півдні Африки, простяглась із заходу на схід на 950 км, із півночі на південь — на 1000 км. На заході та півночі межує з Намібією (спільний кордон — 1360 км); на півдні — з Південно-Африканською Республікою (1840 км); на північному сході — із Зімбабве (813 км). Виходу до моря не має.
У східних і південно-східних районах країни розвинений горбистий рельєф, на поверхню нерідко виходять кристалічні граніти і гнейси та вулканічні породи. На північному заході тягнеться гряда Ганзі, тут знаходиться найвища точка країни — гора Отсе (1488 м над рівнем моря). Ботсвана займає безстічну западину Калахарі, оточену плато, значну частину якої займає пустеля Калахарі з численними барханами та дюнами, які мають червонуватий колір через наявність заліза в ґрунті.
Клімат субтропічний, на півночі (де містяться заболочені западини) — тропічний.
На півночі Ботсвани виділяють дві великі западини Окаванго і Макгадікгаді, в яких розташовані солоні озера й болота. Річки Калахарі в сухий сезон повністю пересихають. Південно-східні райони країни дренують притоки Лімпопо, але й вони сильно міліють протягом значної частини року. Значно багатшими є водні ресурси півночі країни. Особливо виділяються Окаванго, найповноводніша річка Ботсвани, і прикордонна річка Квандо, притока Замбезі. Повноводна річка Окаванго, яка тече з височин Анголи, утворює на борту однойменної западини внутрішню дельту і губиться в численних протоках і болотах.

## Історія
Первісними мешканцями території сучасної Ботсвани були племена мисливців бушменів, яких витіснили до пустелі Калахарі скотарі банту з півночі (народ тсвана). 1885 року Ботсвана стала англійським протекторатом Бечуаналенд, незалежність одержала 1966 року, тоді ж почала діяти нова конституція.

## Політична система
Ботсвана за формою правління є президентською республікою, глава держави — президент. Державний устрій — унітарна держава. Законодавча влада — у президента і Національної Асамблеї (однопалатний парламент), виконавча — в уряду на чолі із президентом.

### Парламент

#### Політичні партії
На парламентських виборах 16 жовтня 1999 року до парламенту Ботсвани увійшли такі політичні партії:
- Демократична партія Ботсвани — 33 місця (82,5 %);
- Національний фронт Ботсвани — 6 місць (15 %);
- Партія конгресу — 1 місце (2,5 %)[1].

### Зовнішня політика
Ботсвана — член ООН з 1966 року, входить до Британської Співдружності Націй, Організації Африканської Єдності.

#### Українсько-ботсванські відносини
Уряд Ботсвани офіційно визнав незалежність України 11 лютого 1992 року. Дипломатичних і консульських представництв в Україні тоді не було створено, найближче посольство Ботсвани, яке відало справами щодо України, знаходилося в Лондоні (Велика Британія). Справами України в Ботсвані до 2024 року займалося українське посольство в Південно-Африканській Республіці. З квітня 2024 року відкрите Посольство України в Ботсвані.

## Адміністративно-територіальній поділ
| В адміністративно-територіальному відношенні територія Ботсвани поділяється на 9 округів: 1. Центральний округ (англ. Central District), адміністративний центр у Серове (англ. Serowe); 2. Ганзі (англ. Ghanzi District), адм. центр — Ганзі (англ. Ghanzi); 3. Кгалагаді (англ. Kgalagadi District), адм. центр — Чабонг (англ. Tshabong); 4. Кгатленг (англ. Kgatleng District), адм. центр — Мочуді (англ. Mochudi); 5. Квененг (англ. Kweneng District), адм. центр — Молепололе (англ. Molepolole); 6. Північно-Східний округ (англ. North-East District), адм. центр — Масунга (англ. Masunga); 7. Північно-Західний округ (англ. North-West District), адм. центр — Маун (англ. Maun); 8. Південно-Східний округ (англ. South-East District), адм. центр — Габороне (англ. Gaborone); 9. Південний округ (англ. Southern District), адм. центр — Каньє (англ. Kanye). | Північно-Західний округ Ганзі Кгатленг Південно-Східний округ Центральний округ Північно-Східний округ Кгалагаді Південний округ Квененг |

## Збройні сили
Чисельність збройних сил у 2000 році становила 9 тис. військовослужбовців; загальні витрати на армію — 234 млн доларів США.

## Економіка
Ботсвана — аграрна країна з відносно розвиненою гірничодобувною промисловістю. Валовий внутрішній продукт (ВВП) у 2006 році становив 18,7 млрд доларів США (115-те місце у світі), що в перерахунку на одну особу становить 11,4 тис. доларів (61-ше місце у світі). Промисловість разом із будівництвом становить 46,9 % ВВП держави; аграрне виробництво разом з лісовим господарством і рибальством — 2,4 %; сфера обслуговування — 50,7 %. У 1996 році структура ВВП виглядала так:
- гірничодобувна галузь — 33 %
- державні відомства і служби — 17 %
- туристичний і готельний бізнес — 17 %
- фінансове обслуговування — 11 %
- будівництво — 6 %
- обробна промисловість — 5 %
- сільське господарство — 4 %.

Основні галузі економіки: гірнича (алмази, мідь, вугілля, сіль, сода, поташ), скотарство, вирощування сорго та кукурудзи.
Надходження в державний бюджет Ботсвани за 2006 рік становили 4,3 млрд доларів США, а витрати — 4 млрд; профіцит становив 11 %.
Прямі закордонні інвестиції до країни становлять 69,6 млн доларів США.

### Промисловість
Домінує в обробній промисловості м'ясопереробна галузь, що постачає продукцію як у Південну Африку, так і в країни ЄС. 1995 року південнокорейська компанія «Хенде» побудувала в Ботсвані автоскладальний завод, плануючи налагодити експорт продукції в ПАР і інші держави Південноафриканського митного союзу. 1998 року за прикладом «Хенде» вчинила шведська автомобільна компанія «Вольво».

### Гірнича промисловість
У країні активно видобувають алмази, що є провідною гірничодобувною підгалуззю промисловості Ботсвани, яка дає 21,3 млн каратів щорічно (станом на 2000 рік).

### Енергетика
За 2004 рік було вироблено 823 млн кВт·год електроенергії; загальний обсяг спожитої — 2,5 млрд кВт·год (імпортовано 1,7 млрд кВт·год).
У 2004 році споживання нафти становило 11,5 тис. барелів/доба, природний газ у паливно-енергетичному комплексі не використовується.

### Агровиробництво
У сільськогосподарському обробітку знаходиться лише 2 % площі держави. Головною підгалуззю є м'ясне скотарство. Загальне поголів'я великої рогатої худоби у 2008 році становило 3 млн голів, кіз — 2 млн. Головні культури рослинництва — сорго, просо, кукурудза, бавовник, квасоля.

### Транспорт
Головний вид транспорту держави — автомобільний.

### Туризм
У 1996 році прибуток від туризму становив 1,5 млрд доларів США.

### Зовнішня торгівля
Основні торговельні партнери Ботсвани: Південно-Африканська Республіка, Європейський Союз.
Держава експортує алмази й кольорові метали. Основні покупці: Європейський Союз (87 %), Південно-Африканська Республіка (7 %). У 2006 році вартість експорту становила 4,8 млрд доларів США. За вартістю в експорті 1996 року частка алмазів дорівнювала 70 %, автомобілів — 10 %, мідно-нікелевих руд — 5 %, м'яса і м'ясопродуктів — 3 % і тканин — 2 %.
Держава імпортує: продовольчі товари і напої, машини і обладнання, енергоустаткування, хімічні товари і вироби з гуми. Основні імпортери: ПАР (74 %); Європейський Союз (17 %). У 2006 році вартість імпорту становила 3 млрд доларів США.
У 2014 році загальний обсяг торгівлі товарами між Ботсваною та Україною становив 140,8 тис. доларів США та збільшився в порівнянні з 2013 роком на 84,8 %, при цьому експорт товарів з України до Ботсвани становив 106,8 тис. доларів США та збільшився на 44,3 %, імпорт товарів з Ботсвани в Україну — 34 тис. доларів США та збільшився у 27,7 раза. Позитивне сальдо для України за цей період становило лише 72 тис. доларів США.

## Населення
Населення держави у 2023 році становило 2,4 млн осіб (145-е місце у світі). Густота населення: 4,1 осіб/км² . Більшість населення країни проживає на сході, бо західну частину займає пустеля Калахарі. Населення держави зростало такими темпами: у 1950 році — 420 тис., 1970 — 650 тис., 1989 — 919 тис. осіб. Згідно зі статистичними даними за 2006 рік, народжуваність 29,5 ‰; смертність 23,1 ‰; природний приріст 6,4 ‰.
Вікова піраміда населення має такий вигляд (станом на 2006 рік):
- діти віком до 14 років — 38,3 % (0,32 млн чоловіків, 0,31 млн жінок);
- дорослі (15—64 років) — 57,9 % (0,46 млн чоловіків, 0,49 млн жінок);
- особи похилого віку (65 років і старші) — 3,8 % (0,23 млн чоловіків, 0,39 млн жінок).

### Урбанізація
Рівень урбанізованості у 2000 році становив 29 %. Головні міста держави — Габороне (185 тис. осіб), Франсистаун (90 тис. осіб), Молепололе (55 тис. осіб).

### Етнічний склад
Основні етноси, що становлять ботсванську націю: народи банту (тсвана, каланга, ндебеле, гереро) — 95 %, бушмени — 2,4 %, вихідці з Європи — 1,3 %.

### Мови
Державна мова: англійська. Мова сетсвана визнана національною.

### Релігії
Головні релігії держави: анімізм сповідує 55 % населення, місцеві вірування — 27,5 %, протестантизм — 13,5 %, католицтво — 4 %.

### Охорона здоров'я
Очікувана середня тривалість життя у 2006 році становила 33,7 року: для чоловіків — 33,9 року, для жінок — 33,6 року. Смертність немовлят до 1 року становила 54 ‰ (станом на 2006 рік). Населення забезпечене місцями в стаціонарах лікарень на рівні 1 ліжко-місце на 395 жителів; лікарями — 1 лікар на 5400 жителів (станом на 2006 рік). 

### Освіта
Рівень письменності у 2003 році становив 79,8 %: 76,9 % серед чоловіків, 82,4 % серед жінок.

### Інтернет
У 2001 році всесвітньою мережею Інтернет у Ботсвані користувались 12 тис. осіб.

## Культура

### Свята
| Дата                | Назва                                         | Назва англійською / тсвана           |
| ------------------- | --------------------------------------------- | ------------------------------------ |
| 1 січня             | Новий рік (2 січня є вихідним)                | New Year's Day / Ngwaga o mosha      |
| Дата змінюється     | Велика п'ятниця                               | Good Friday / Labotlhano yo o molemo |
| Дата змінюється     | Пасхальний понеділок                          | Easter Monday                        |
| Дата змінюється     | Вознесіння Господнє                           | Ascension Day / Tlhatlogo            |
| 1 липня             | День сера Серетсе Кхами                       | Sir Seretse Khama Day                |
| 3-й понеділок липня | День Президента (наступний за ним є вихідним) | President's Day                      |
| 30 вересня          | День незалежності                             | Independence Day / Boipuso           |
| 25 грудня           | Різдво (наступний за ним є вихідним)          | Christmas / Keresemose               |

### Засоби масової інформації
Конституція країни закріплює свободу слова, і уряд Ботсвани дотримується цього принципу, хоча опозиція іноді заявляє, що їхній ефірний час на радіо обмежений. Державне телебачення зародилося відносно пізно із запуском 2000 року телеканалу Botswana Television (BTV), у країні також діє приватний телевізійний канал Gaborone Television, що належить компанії GBC (Gaborone Broadcasting Company). Важливими ЗМІ є радіостанції — державне Radio Botswana і приватні Yarona FM, Gabz FM, Duma FM.
Поширення друкованих ЗМІ в основному обмежена містами. Найвідоміші газети — Daily News, Botswana Guardian, Botswana Gazette, Mmegi / The Reporter, Sunday Standard, The Midweek Sun, The Voice. Діє державне новинне агентство Botswana Press Agency (Bopa).